# Frak!
Frak! è un videogioco a piattaforme con ambientazione surreale e grafica cartonesca, pubblicato nel 1984 per BBC Micro e Acorn Electron, e convertito nel 1985 anche per Commodore 64.

## Modalità di gioco
Il giocatore controlla il cavernicolo Trogg in un sistema di piattaforme e scale verticali sospeso in aria, con scorrimento della schermata in tutte le direzioni.
Trogg può saltare ed è armato di uno yo-yo che può estendere orizzontalmente a varie distanze. Quando perde una vita lancia in un fumetto l'imprecazione "FRAK!".
Gli avversari, letali solo se toccati, sono creature che stanno immobili e se colpite dallo yo-yo vengono spinte via. Inoltre bisogna evitare palloncini che salgono dal basso e pugnali che piovono in diagonale, direttamente eliminabili con lo yo-yo. Si perde una vita anche cadendo da altezze eccessive. C'è inoltre un limite di tempo, dopo il quale lo schermo diventa buio e lo yo-yo perde di efficacia.
Per superare un livello bisogna raccogliere tutte le chiavi, mentre altri oggetti di valore servono solo al punteggio. Ci sono solo 3 tipi di livelli e relative creature (6 su Commodore 64) che si ripetono ciclicamente, ma con numerose variazioni nell'orientamento e nel modo di attraversarli.
La versione per Commodore 64 ha gli elementi del gioco graficamente più grandi e quindi la schermata meno spaziosa, ma è possibile colpire i nemici anche quando sono fuori dal campo visivo.